# Adenau

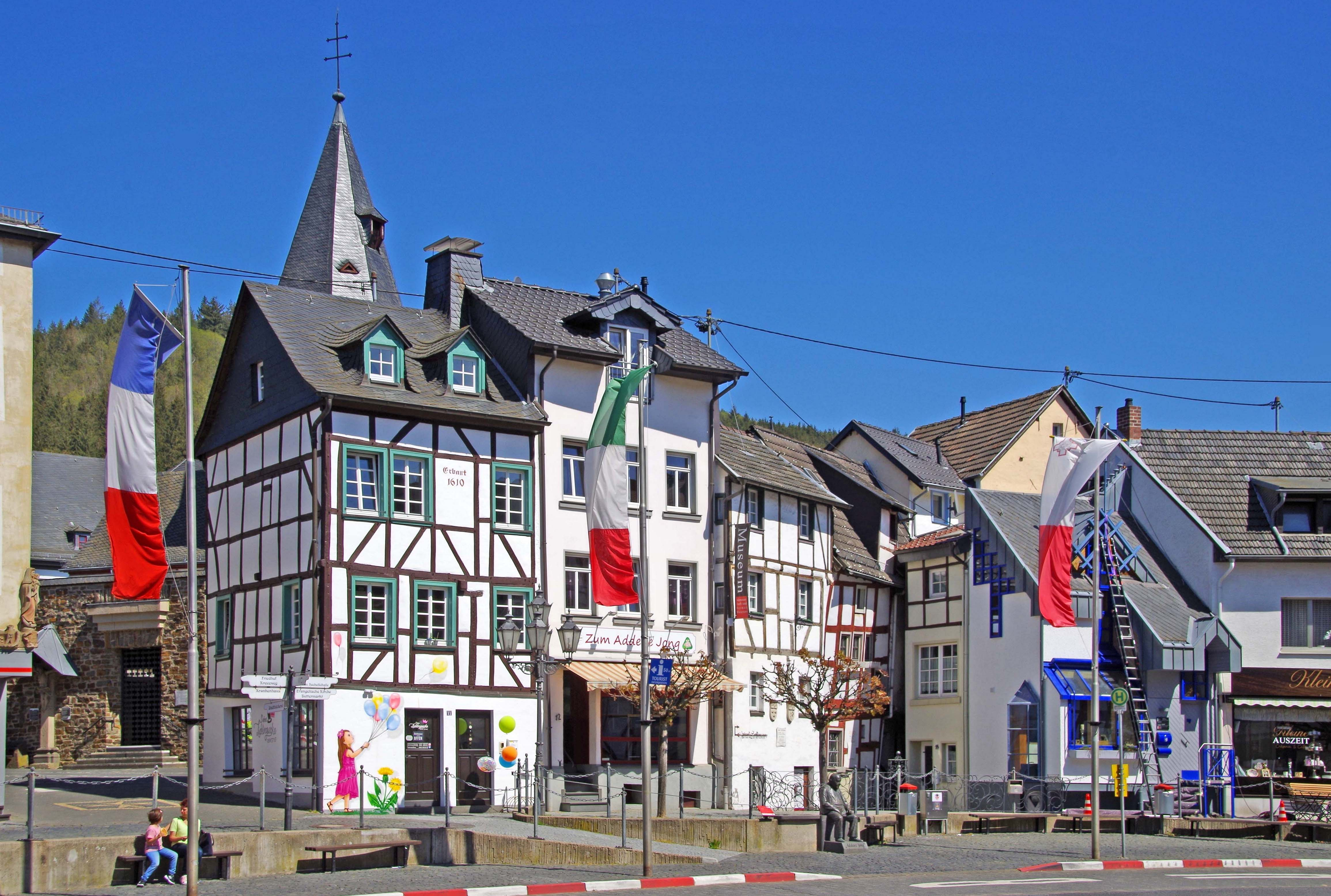
Adenau, Place du marché 11–14 (Markt). Photo de 2020

Adenau est une ville de 3020 habitants (2021) se situant dans le massif de l’Eifel (plus précisément dans le sud de la partie Ahr-Eifel) en Rhénanie-Palatinat, Allemagne. Administrativement c’est le chef-lieu de la Verbandsgemeinde (collectivité territoriale) comprenant d’autres villages. 
Adenau est surnommé Johanniterstadt (ville des Hospitaliers de Saint-Jean de Jérusalem) car une des plus anciennes commanderies de cet ordre y fut implantée depuis le Moyen-Âge. De nos jours, la ville est aussi connue du fait de sa proximité au circuit automobile du Nürburgring.

## Situation géographique
Adenau se trouve au sud des collines de la région naturelle de l’Ahr (Südliches Ahrbergland), dans la vallée du Adenauer Bach, un cours d’eau confluant de l’Ahr, réunissant d’autres ruisseaux près de la ville. Tout autour de l’agglomération il y a des élévations entrecoupées par ces ruisseaux. Il y a au nord-ouest le Hüstert (406,4 m), au nord le Kirchberg (446,8 m) et la Breite Heide (496,3 m), puis au sud le Kallenhard (471 m). Le territoire de la ville comprend la forêt domaniale ainsi que le réserve naturelle Rhein-Ahr-Eifel. Au L’extrémité nord-est du territoire se trouve le Hohe Acht qui, avec ses 746,9 m, est le plus haut sommet de l’Eifel. La localité de Breitscheid, un quartier de Adenau, se situe à l’intérieur de la Nordschleife du Nürburgring, qui dans son tronçon entre Adenauer Forst et Exmühle, passe à proximité immédiate du territoire de la ville.

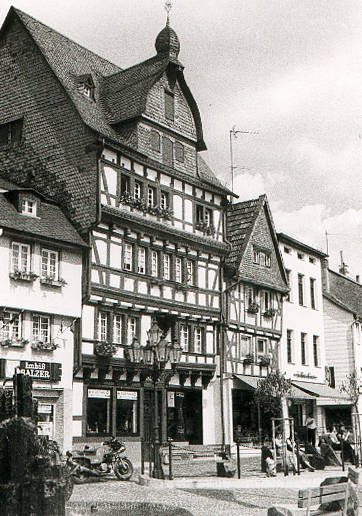
Adenau, maison Stein en 1978

## Histoire
Adenau fut mentionné pour la première fois sous le nom de Adenova dans un document du roi Otton III, en l’an 992. Au Moyen Âge central, la localité fit partie du territoire des comtes de Are-Nürburg, puis en 1246, passa à la principauté archiépiscopale de Cologne.
En 1162, le comte Ulrich von Are transmit son manoir de Adenau par donation aux Hospitaliers de Saint-Jean de Jérusalem. Le lieu devint ainsi une des plus vieilles implantations de cet ordre en Allemagne, troisième après Duisburg et Werben sur Elbe. Les chevaliers hospitaliers sous leur commandeur, s’adonnèrent d’abord à la prise en charge de malades et de pèlerins. Jusqu’en 1518, le commandeur hospitalier fut aussi curé de la paroisse Saint Jean Baptiste.
Déjà avant 1600, Adenau obtint le droit de tenir des marchés, ce que fut confirmé par les princes archevêques de Cologne Ernest de Bavière en 1602 et Ferdinand de Bavière en1647. Également avant 1600 à Adenau, fut créée une première corporation, celle du métier du cuir, suivi en 1700 par celle du tissage de laine, puis, au XVIIIe siècle suivirent les corporations des métiers de la forge, des serruriers, des menuisiers et des charpentiers.
Grâce à ces avantages dont bénéficia la ville dès le début du XVIIe siècle, et à l’administration urbain mis en place avec un maire et des conseillers, Adenau se distingua alors des autres communes et fut souvent mentionné comme lieu de liberté.
En 1689 et à la suite de la destruction du château de Nürburg par l’armée française, Adenau devint le chef-lieu de l’administration Nürburg.
Plus tard, à la fin du XVIIIe siècle, la région à l’ouest du Rhin fut occupée par l’armée révolutionnaire française. De 1798 à 1814, Adenau se trouva donc dans le département français Rhin-et-Moselle en tant que lieu de mairie du canton de Adenau. 

Par la suite, la Rhénanie fut intégrée au royaume de Prusse. La canton Adenau devint alors un des plus pauvres du royaume. Le gouvernement essaya de remédier à cette situation par d’importantes mesure de restructuration, notamment la construction d’une ligne de chemin de fer, terminée en 1888, reliant Adenau à la vallée de l’Ahr et à Remagen en vallée du Rhin. En 1910, Adenau fut inondé par les importantes crues affectant l’Ahr et ses confluents. En 1912, une autre ligne de chemins de fer reliant Adenau au Jünkerath fut terminée. Sur l’initiative des responsables de la région d’alors, Dr. Creutz et Erich Klausener, débuta durant les années 1920 la construction de la piste automobile du Nürburgring qui fut inaugurée en 1927.

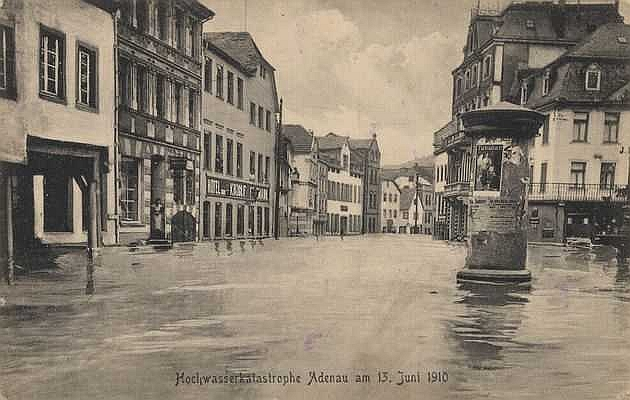
Adenau, crues en 1910

## Sites touristiques

### Place du marché historique avec fontaine
La place du marché (Marktplatz) se trouve dans le centre de la ville, entouré d’un ensemble de bâtiments historiques, dont certains font partie du patrimoine protégé. La fontaine est érigée avec des colonnes basaltiques.
La maison Stein, construite en 1630, à l’adresse Am Markt 8 est depuis 1992 protégée par la convention de La Haye pour la protection des biens culturels en cas de conflit armé. Cette maison à colombages fut érigée avec 3 étages en surplomb au-dessus d’une cave voutée. Le toit recouvert d’ardoises est surmonté d’un imposant pignon galbé et d’une girouette en fonte avec les initiales du bâtisseur Theodore Hütten et l’année de construction 1630. Cette girouette fut toujours appelée la « Schwedenfahne » (bannière suédoise), probablement du fait de sa construction durant la Guerre de Trente-Ans, lorsque les troupes suédoises occupèrent la région de façon temporaire.

### Musée de la maison paysanne de l’Eifel
Cette maison d’une ferme typique du XIXe siècle de l'Eifel (Eifeler Bauernhausmuseum) se trouve dans la rue Schulstraße. Elle est équipée fidèlement depuis la laiterie jusqu’à la pièce à vivre.

### Musée du patrimoine, des corporations et des Hospitaliers

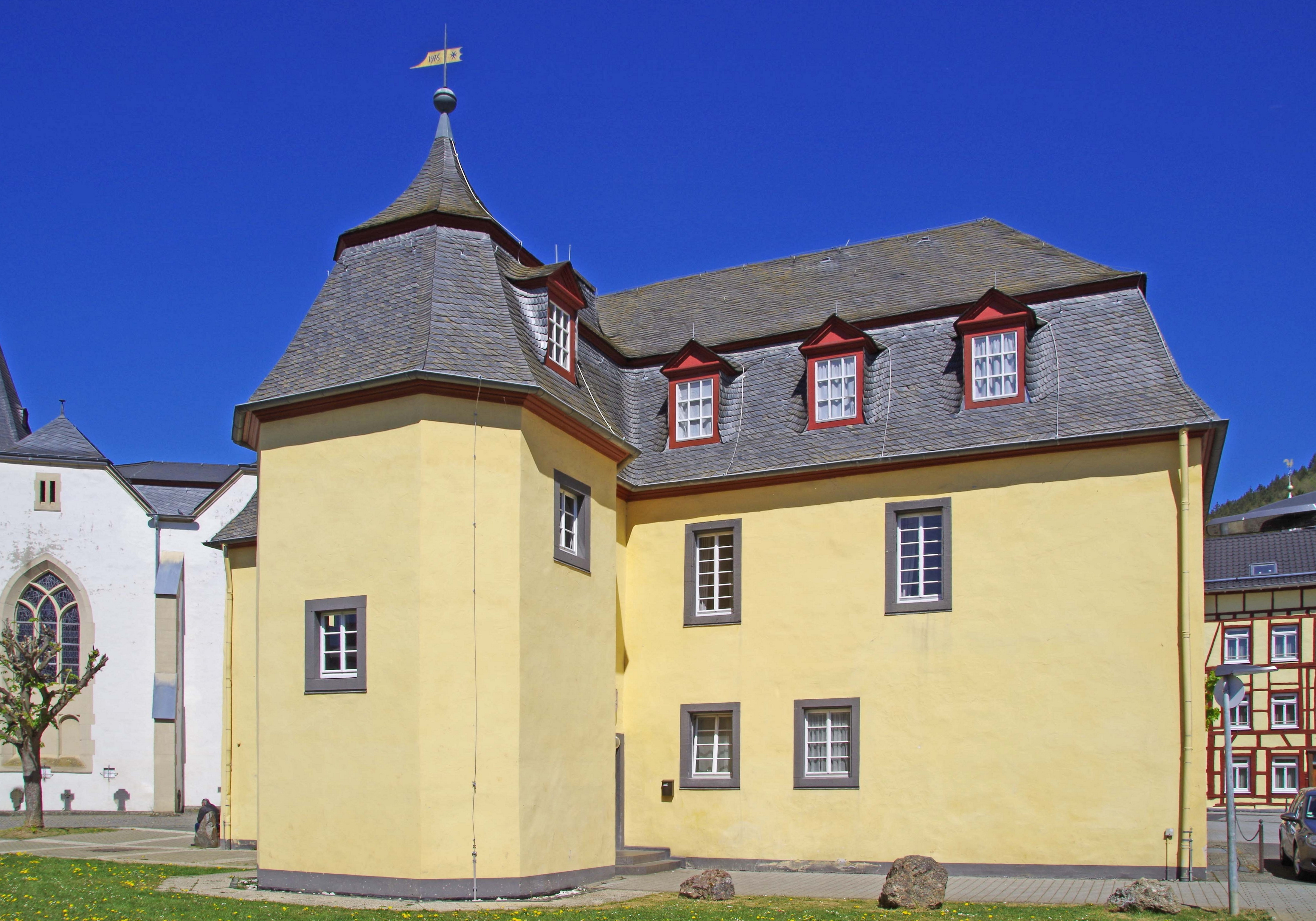
Commanderie (1743) des Hospitaliers de Saint-Jean de Jérusalem à Adenau, rue Kirchstraße 26. Structure du bâtiment datant du Moyen-Âge. Vue depuis le sud-est; au fond l'église Saint Jean Baptiste

Ce musée (Heimat-, Zunft- und Johannitermuseum) sur la place de l’église abrite une forge à clous ainsi qu’une riche collection de divers outils et objets qui furent utilisés par les artisans de Adenau, comme, entre-autres, les selliers, les cordonniers, les menuisiers et les tisserands/drapiers. 
L’histoire des Hospitaliers à Adenau est également exposée, ainsi que celle du Nürburgring.

### Commanderie des Hospitaliers de Saint-Jean de Jérusalem
Il s’agit d’une ancienne dépendance spirituelle de cet ordre des chevaliers hospitaliers, qui fut utilisée comme centre administratif notamment pour la gestion des biens, mais également pour l’accueil de pauvres, de pèlerins et de voyageurs des ordres religieux. Le bâtiment est aujourd’hui (2023) utilisé comme lieu de rencontres. Il est situé, comme le musée du patrimoine, dans le centre-ville, à proximité de la mairie, du tribunal cantonal et de l’église paroissiale de Saint Jean.
Le bâtiment est aujourd’hui la propriété de la municipalité d’Adenau.

### Marché au beurre
Dans le quartier historique du marché au beurre (Buttermarkt) se trouvent plusieurs maisons intéressantes, dont la plus ancienne est dans son état original de 1396. Il y a aussi une maison à colombages qui fut démontée à un autre endroit d’Adenau, puis remonté fidèlement dans ce quartier.
Pour rappeler l’ancien usage de cette place, Il s’y trouve la statue d’une femme vendant le beurre, réalisé par Georg Gehring, un artiste d'Adenau.

### Église paroissiale Saint Jean Baptiste
Cette église (Pfarrkirche St. Johannes der Täufer) existe depuis 1224 et la substance du bâtiment est âgée de 1000 ans environ. On estime en effet que la construction initiale de l’église Saint Jean date du Xe ou du XIe siècle. Durant les siècles que suivirent, le bâtiment fut plusieurs fois modifié, agrandi, détruit pendant les guerres, puis reconstruit. Il contient aujourd’hui des éléments de style roman, mais aussi gothique flamboyant et néogothique.
A l’intérieur de l’église qui fut rénovée en 1990, on remarquera l’autel haute dans le chœur central qui fut composé avec les restes d’un autel du XVIe siècle, ainsi que les statues de la même époque, se trouvant dans le chœur, et la pietà dans la nef latérale, puis, comme élément le plus ancien, les fonts baptismaux en basalte dans le style roman. Lors de la rénovation furent dégagées et restaurées des peintures murales, ceci à l’endroit où s’érige le clocher. Le mur extérieur contient quelques croix en basalte provenant du cimetière qui se trouva jadis près de cet endroit. La cour de l’église (Atrium) qui fut détruite par des bombes en 1945, est aujourd’hui constituée des restes de cette destruction.

### Église protestante du sauveur
Cette église (Erlöserkirche) est le lieu de culte principal de la paroisse évangélique d’Adenau dont l’étendu géographique correspond encore aujourd’hui au territoire de l’ancien arrondissement d’Adenau. Le bâtiment fut érigé durant les années 1913 et 1914 selon les plans de l’architecte Franz Heinrich von Schwechten.

### Chapelle de Sainte Marie
Elle fut érigée entre 1893 et 1895 dans un style néogothique, à la place d’une chapelle plus ancienne consacrée à la mater dolorosa.

### Calvaire d’Adenau
Ce chemin de croix (Kreuzweg) fut construit dans le style néogothique pendant les années 1861–1863 par les paroissiens d’Adenau. Sa longueur est de 800 m environ, avec une dénivellation de 71 m. Il passe par des sentiers tortueux à travers un paysage parsemé de pierres volcaniques et d’éléments en lave. On peut parcourir ce chemin aussi en boucle balisée à partir du marché historique au centre-ville comme lieu de départ/retour. Cette boucle à une longueur de 1,8 km environ,.

## Jumelages
- Sillery (France)
- Il-Mellieħa (Malte)
- Castione della Presolana (Italie)